# فوکه-وولف اف‌و ۵۸
فوکه-وولف اف‌و ۵۸ وایهه (سنقر) (به آلمانی: Focke-Wulf Fw 58 Weihe) یک هواگرد تک‌باله بال‌پایین دوموتوره از نوع آموزشی و ترابری ساخت شرکت فوکه-وولف در دهه ۱۹۳۰ در آلمان بود. این هواگرد نخستین پروازش را تابستان سال ۱۹۳۵ انجام داد.

## طراحی و تولید
اف‌و ۵۸ برای نخسنین بار سال ۱۹۳۵ به پرواز درآمد. دارای یک بدنه فلزی عمدتاً پوشیده با پارچه بود. بخش‌هایی از دماغه پوشش فلزی داشت. ساختار بال‌ها از فلز و قسمت پستی آن با روکش پارچه‌ای بود. بال‌ها با یک میله به بدنه متصل بودند. دو موتور آرگوس آاس ۱۰سی زیر بالاها قرار داشت. ارابه فرود اصلی درون محفظه پشت موتور جمع می‌شد.
نخستین پیش‌نمونه تحت عنوان اف‌و ۵۸ فاو-۱ از نوع هواگرد ترابری شش‌صندلی تابستان سال ۱۹۳۵ به پرواز درآمد. دو خدمه هواگرد در اتاقک جداگانه‌ای در جلوی آن قرار داشتند. در پیش‌نمونه دوم (فاو-۲) دو مسلسل ام‌گه ۱۵ در دماغه و پشت اتاقک نصب شد.
از هواگردهای اف‌و ۵۸ در آزمایش تجهیزات مختلف استفاده شد.
در مجموع ۱۶۶۸ فروند از مدل‌های داخلی و ۳۱۹ فروند از مدل‌های صادراتی از هواگرد اف‌و ۵۸ تولید شد.

## مدل‌ها
- اف‌و ۵۸آ-۰ و آ-۱: هواگرد ترابری و آموزش ناوبری[۲]
- اف‌و ۵۸ب-۱: مدل تولیدی با یک مسلسل ام‌گه ۱۵ در دماغه - هواگرد بمب‌افکن آموزشی با بمب‌هایی در محفظه‌هایی در زیر بدنه و بال‌ها[۲]
- اف‌و ۵۸ب-۳: هواگرد نجات هوایی آموزشی[۲]
- اف‌و ۵۸سی-۰: هواگرد آموزشی با ناوبری دوگانه برای دانشکده‌های آموزش هواگردهای چند موتوره و پیام‌رسانی - منجر به تولید مدل‌های معروف‌تر اف‌و ۵۸سی-۱ و سی-۲[۲]
- اف‌و ۵۸دی-۱: هواگرد ارتباطی[۲]
- اف‌و ۵۸ایی-۱: سکوی پیش‌بینی هواشناسی[۲]
- اف‌و ۵۸ایی-۲ و گه-۲: هواگرد آزمایش[۲]
- اف‌و ۵۸ایی-۳ و اف: هواگرد ارتباطی[۲]
- اف‌و ۵۸گه-۱ و گه-۳: آمبولانس هوایی با ظرفیت دو نفر و عملکرد قابل ملاحظه در جبهه شرقی جنگ جهانی دوم[۲]
- اف‌و ۵۸کا: مدل صادراتی[۲]
- اف‌و ۵۸و: هواگرد آب‌نشین[۱]

## کاربران
- لوفت‌وافه
- اتریش
- آرژانتین
- برزیل
- بلغارستان
- پرتغال
- ترکیه
- چکسلواکی
- جمهوری چین
- دانمارک
- سوئد
- رومانی
- مجارستان
- هلند

## مشخصات فنی
اف‌و ۵۸ ب-۱:
- طول: ۱۴ متر
- طول بال: ۲۱ متر
- ارتفاع: ۳٫۹ متر
- مساحت بال: ۴۷ متر مربع
- وزن خالی: ۲۴۰۰ کیلوگرم
- حداکثر وزن هنگام برخاستن: ۳۶۰۰ کیلوگرم
- نیرومحرکه: دو موتور پیستونی وی معکوس ۸ سیلندر آرگوس آاِس ۱۰سی خنک شونده با هوا: ۲۴۰ اسب بخار (۱۷۹ کیلووات)

### عملکرد
- حداکثر سرعت: ۲۷۰ کیلومتر بر ساعت
- برد: ۸۰۰ کیلومتر
- سقف پرواز: ۶۵۰۰ متر

### تسلیحات
- یک مسلسل ام‌گه ۱۵ با کالیبر ۷٫۹۲ میلی‌متر در دماغه
- یک مسلسل ام‌گه ۱۵ در پشت اتاقک

## کتابشناسی
- Donald, David (1994). Warplanes Of The Luftwaffe: A Complete Guide to the Combat Aircraft of Hitler's Luftwaffe from 1939 to 1945. Grange books ltd. ISBN 978-1-84013-394-3.
- Jackson, Robert (2002). The Encyclopedia of Military Aircraft. Parragon Pub. ISBN 0-7525-8130-9.